# Gornji Stopići
Gornji Stopići su naseljeno mjesto u općini Čajniču, Republika Srpska, BiH. Nalaze se južno od Suhodanjske rijeke i rječice Radojne, na 1020 metara nadmorske visine.
Godine 1985. spojeni su s naseljem Donjim Stopićima u naselje Stopiće (Sl. list SRBiH 24/85).

## Stanovništvo
| Narod     | Popis 1961. | Popis 1971. | Popis 1981. |
| --------- | ----------- | ----------- | ----------- |
| Hrvati    | 2           |             |             |
| Muslimani | 140         | 145         | 100         |
| Srbi      |             | 1           |             |
| ostali    | 2           |             | 2           |
| Ukupno    | 144         | 146         | 102         |